# Jarkko Nieminen
Jarkko Kalervo Nieminen (Masku, 23 de juliol de 1981) és un extennista professional finlandès.
La seva millor posició en el rànquing mundial va ser la número 13, aconseguit el 10 de juliol de 2006, esdevenint el tennista finlandès amb millor rànquing de la història fins al moment. Ha guanyat dos títols individual de l'ATP i cinc títols de dobles. Fou el primer tennista finlandès en guanyar un títol individual al circuit ATP. Es va retirar en finalitzar la temporada 2015. Posteriorment va competir en hoquei pista en la lliga finlandesa Salibandyliiga.
La seva muller, Anu Nieminen, fou una gran jugadora de bàdminton que va arribar a ser olímpica i número 1 a Finlàndia.

## Palmarès: 7 (2−5)

### Individual: 13 (2−11)
| Llegenda (pre/post 2009)                                 |
| -------------------------------------------------------- |
| Grand Slams (0−0)                                        |
| Tennis Masters Cup / ATP Finals (0−0)                    |
| ATP Masters Series / ATP World Tour Masters 1000 (0−0)   |
| ATP International Series Gold / ATP World Tour 500 (0−0) |
| ATP International Series / ATP World Tour 250 (2−11)     |

| Títols per superfície |
| --------------------- |
| Dura (2−7)            |
| Gespa (0−0)           |
| Terra batuda (0−4)    |

| Resultat  | Núm. | Data                 | Torneig                | Superfície   | Oponent                | Marcador                |
| --------- | ---- | -------------------- | ---------------------- | ------------ | ---------------------- | ----------------------- |
| Finalista | 1.   | 28 d'octubre de 2001 | Estocolm, Suècia       | Dura (i)     | Sjeng Schalken         | 6−3, 3−6, 3−6, 6−4, 3−6 |
| Finalista | 2.   | 14 d'abril de 2002   | Estoril, Portugal      | Terra batuda | David Nalbandian       | 4−6, 6−7(5)             |
| Finalista | 3.   | 5 de maig de 2002    | Mallorca, Espanya      | Terra batuda | Gastón Gaudio          | 2−6, 3−6                |
| Finalista | 4.   | 4 de maig de 2003    | Múnic, Alemanya        | Terra batuda | Roger Federer          | 1−6, 4−6                |
| Guanyador | 1.   | 16 de gener de 2006  | Auckland, Nova Zelanda | Dura         | Mario Ančić            | 6−2, 6−2                |
| Finalista | 5.   | 15 d'octubre de 2006 | Estocolm (2)           | Dura (i)     | James Blake            | 4−6, 2−6                |
| Finalista | 6.   | 28 d'octubre de 2007 | Basilea, Suïssa        | Dura (i)     | Roger Federer          | 3−6, 4−6                |
| Finalista | 7.   | 6 de gener de 2008   | Adelaida, Austràlia    | Dura         | Michaël Llodra         | 3−6, 4−6                |
| Finalista | 8.   | 17 de gener de 2009  | Sydney, Austràlia      | Dura         | David Nalbandian       | 3−6, 7−6(9), 2−6        |
| Finalista | 9.   | 3 d'octubre de 2010  | Bangkok, Tailàndia     | Dura (i)     | Guillermo García López | 4−6, 6−3, 4−6           |
| Finalista | 10.  | 23 d'octubre de 2011 | Estocolm (3)           | Dura (i)     | Gaël Monfils           | 5−7, 6−3, 2−6           |
| Guanyador | 2.   | 15 de gener de 2012  | Sydney                 | Dura         | Julien Benneteau       | 6−2, 7−5                |
| Finalista | 11.  | 25 de maig de 2013   | Düsseldorf, Alemanya   | Terra batuda | Juan Mónaco            | 4−6, 3−6                |

### Dobles: 9 (5−4)
| Llegenda (pre/post 2009)                                 |
| -------------------------------------------------------- |
| Grand Slams (0−0)                                        |
| Tennis Masters Cup / ATP Finals (0−0)                    |
| ATP Masters Series / ATP World Tour Masters 1000 (0−0)   |
| ATP International Series Gold / ATP World Tour 500 (0−0) |
| ATP International Series / ATP World Tour 250 (5−4)      |

| Títols per superfície |
| --------------------- |
| Dura (1−4)            |
| Gespa (0−0)           |
| Terra batuda (4−0)    |

| Resultat  | Núm. | Data                   | Torneig                 | Superfície   | Parella          | Oponents                           | Marcador            |
| --------- | ---- | ---------------------- | ----------------------- | ------------ | ---------------- | ---------------------------------- | ------------------- |
| Finalista | 1.   | 29 de setembre de 2003 | Bangkok, Tailàndia      | Dura (i)     | Andrew Kratzmann | Jonathan Erlich Andy Ram           | 3−6, 6−7(4)         |
| Guanyador | 1.   | 30 de setembre de 2007 | Mumbai, Índia           | Dura         | Robert Lindstedt | Rohan Bopanna Aisam-ul-Haq Qureshi | 7−6(3), 7−6(5)      |
| Finalista | 2.   | 15 de febrer de 2009   | San José, Estats Units  | Dura (i)     | Rohan Bopanna    | Tommy Haas Radek Štěpánek          | 2−6, 3−6            |
| Guanyador | 2.   | 1 d'agost de 2010      | Gstaad, Suïssa          | Terra batuda | Johan Brunström  | Marcelo Melo Bruno Soares          | 6−3, 6−7(4), [11−9] |
| Finalista | 3.   | 24 d'octubre de 2010   | Estocolm, Suècia        | Dura (i)     | Johan Brunström  | Eric Butorac Jean-Julien Rojer     | 3−6, 4−6            |
| Finalista | 4.   | 15 de gener de 2012    | Sydney, Austràlia       | Dura         | Matthew Ebden    | Bob Bryan Mike Bryan               | 1−6, 4−6            |
| Guanyador | 3.   | 5 de maig de 2013      | Múnic, Alemanya         | Terra batuda | Dmitry Tursunov  | Markos Bagdatís Eric Butorac       | 6−1, 6−4            |
| Guanyador | 4.   | 2 d'agost de 2014      | Kitzbühel, Àustria      | Terra batuda | Henri Kontinen   | Daniele Bracciali Andrey Golubev   | 6−1, 6−4            |
| Guanyador | 5.   | 1 de març de 2015      | Buenos Aires, Argentina | Terra batuda | André Sá         | Pablo Andújar Oliver Marach        | 4−6, 6−4, [10−7]    |

## Trajectòria

### Individual
| Open d'Austràlia | A  | 1R | 3R | 2R | 3R | 3R | 2R | QF | 1R | 2R | 1R | 1R | 2R | 2R | 3R  | 0 / 14 | 17 – 14 |
| Roland Garros | A  | 3R | 4R | A  | 2R | 1R | 3R | 3R | A  | 1R | 1R | 2R | 2R | 2R | 1R  | 0 / 12 | 13 – 12 |
| Wimbledon | A  | 2R | 3R | A  | 1R | QF | 3R | 2R | A  | 2R | 1R | 2R | 1R | 2R | 2R  | 0 / 12 | 14 – 12 |
| US Open | Q3 | 1R | 2R | 1R | QF | 1R | 1R | 3R | 2R | 1R | 1R | 2R | 2R | 1R | 1R  | 0 / 14 | 10 – 14 |
| Rànquing a final d'any | 61 | 40 | 36 | 77 | 28 | 15 | 27 | 37 | 88 | 39 | 77 | 41 | 39 | 73 | 153 |        |         |
| Llegenda: G: Guanyador; F: Finalista; SF: Semifinalista; QF: Quarts de final; Q: Qualificació; A: Absent; RR: Round Robin; |    |    |    |    |    |    |    |    |    |    |    |    |    |    |     |        |         |

### Dobles
| Open d'Austràlia | 1R | A | 2R | 2R | 1R | 2R | 2R | SF | 2R | 1R | 2R | 2R | 1R | 0 / 11 | 11 – 11 |
| Roland Garros | 2R | A | A  | 1R | 1R | 2R | A  | 1R | 1R | 1R | A  | 2R | 1R | 0 / 9  | 3 – 9   |
| Wimbledon | 1R | A | A  | 1R | 2R | A  | A  | 1R | 1R | 1R | 1R | 1R | A  | 0 / 8  | 1 – 8   |
| US Open | A  | A | 1R | 3R | 2R | QF | 2R | 2R | 1R | 1R | 1R | 1R | A  | 0 / 10 | 8 – 10  |
| Llegenda: G: Guanyador; F: Finalista; SF: Semifinalista; QF: Quarts de final; Q: Qualificació; A: Absent; RR: Round Robin; |    |   |    |    |    |    |    |    |    |    |    |    |    |        |         |